# Famara
Famara è il principale massiccio montuoso a nord dell'isola di Lanzarote, facente parte delle isole Canarie.

## Descrizione
Famara corrisponde al versante orientale di un vulcano in eruzione nel Miocene. Le scogliere di Famara (Risco de Famara) sono ciò che resta di una caldera di circa dieci chilometri di diametro centrata a sud della vicina isola La Graciosa.
A sud di Famara è presente una spiaggia pietrosa (Playa de Famara), che si affaccia sull'Oceano Atlantico.